# Stegen
Stegen è un comune tedesco di 4 392 abitanti, situato nel land del Baden-Württemberg.